# 셀마 (가수)
셀마 (Celma)는 대한민국의 언더그라운드 힙합과 R&B 쪽에서 활동한 여자 가수이다. 한량사에 합류한 후, 그 해 9월에는 9번째 힙합플레이야 쇼에서 Flow-A (플로우에이) 라는 이름으로 모습을 드러냈다. 그 후 Bonfa와 Soulman & Minos 앨범에 참여하였으며, 얼마 지나서는 Celma라는 새로운 이름으로 나타났다. 로퀜스 앨범 등에 참여하면서 호소력을 지닌 독특한 목소리로 주목을 받았으며, R&B 프로젝트 팀 ReFeel (리필)의 멤버로도 활동하였다. 한편 림샷 (Rimshot)의 멤버가 되어 앨범을 작업하고 있다고 밝혔으나, 이후 Rimshot 인터뷰를 통해 정식 멤버가 아니라 객원 멤버였음이 밝혀지기도 하였다.
한량사가 사라짐에 따라 Celma의 활동 역시 거의 찾아볼 수 없게 되었으며, 이후 보컬 학원 강사를 하고 있다는 소식이 들려왔다. 그러던 중, Loquence의 새 싱글에 참여한 것에 이어, 자신도 싱글을 내고 활동하였다. 이 앨범은 소울 컴퍼니를 통해 발매되었으며 힙합플레이야를 통해 200장 한정으로 판매되었다. Hot Girl 발매 당시 그녀는 소울 컴퍼니 소속이 아니었지만, 이후 소울 컴퍼니와 계약을 맺고 The Amazing Mixtape 등에 참여하였다. 그러나 곧 소울 컴퍼니가 해체되면서 큰 활동을 보이지는 못하였고, 해체와 함께 그녀의 후속 활동도 찾아보기 힘들었다.
대표곡 : Neva Let U Go

## 디스코그래피
- 2010년 11월 22일 Hot Girl
- 2014년 12월 24일 lalala